# Lego Star Wars: The Complete Saga
A Lego Star Wars: The Complete Saga egy Lego témájú akció-kaland videójáték, mely a Lego Star Wars építőjátékokat veszi alapjául. Ez az összeolvasztása a Lego Star Wars: The Video Game-nek és annak folytatásának, a Lego Star Wars II: The Original Trilogy-nak. Ezáltal ez a játék magában foglalja a Star Wars saga első hat epizódját. 2007. május 25-én jelentette be a LucasArts a játék készülését a IV. Star Wars Ünnepségen. 2007. november 6-án adták ki Észak-Amerikában Xbox 360-ra, PlayStation 3-ra, Wii-re és Nintendo DS-re. 2009. október 13-án adták ki Microsoft Windows-ra az Amerikai Egyesült Államokban. A Mac OS X verzióját 201. november 12-én adta ki a Feral Interactive. 2013. december 11-én iOS-ra, majd 2015. január 1-jén Android-ra is kiadta a Warner Bros. Interactive Entertainment.

## Játékmenet
A játék célja, hogy sikeresen végighaladjon a játékos az egész történeten, miközben Arany Építőelemeket gyűjt. A The Complete Saga magában foglalja az eseményeket, melyek a Naboo-i Kereskedelmi Szövetség tárgyalásoktól (Star Wars I. rész – Baljós árnyak) a lázadók Endor fölötti, második Halálcsillagon történő támadásáig (Star Wars VI. rész – A Jedi visszatér) történtek.
A Lego Star Wars II: The Original Trilogy-hoz hasonlóan a központi hely a Mos Eisley kantina. A kantinában találhatók ajtók, melyek segítségével a játékos be tud lépni az I-VI. epizódok pályáiba, a bónusz pályákba, a fejvadász küldetésekbe és az árkád játékokba. A kantinában megtalálható még a saját karakter készítő, a Lego Star Wars II egyik kulcsjellemzője.
A játék Nintendo DS verziójának kivételével minden verzióban 160 arany építőelemet lehet összegyűjteni, melyből 120 a fő pályákhoz kapcsolódik. Három darab van mindegyik pályáért. Egyet lehet szerezni, ha a játékos teljesíti a pályát Sztori módban; a második azért jár, ha eléri a "True Jedi" (Igazi Jedi) státuszt (melyet bizonyos mennyiségű pénzérmék összegyűjtéséért kap); a harmadik pedig a 10 elrejtett LEGO "minikit" megtalálásáért jár. Az iOS verziban 200 arany építőelem van összesen, ugyanis ebben a verzióban egy negyedik is jár minden pályának a kihívás módjának a teljesítéséért, ahol a játékosnak meg kell találnia 10 elrejtett kék minikitet 20 percen belül. Ebben a verzióban ezen kívül még van 12 arany építőelem az árkád játékok teljesítéséért.
20 arany építőelem jár az összes fejvadász küldetés teljesítéséért, melyek a Galaktikus Köztársaság és a lázadók kulcsembereinek elfogását foglalják magukban, ezeket az elfogott embereket pedig Jabbának, a huttnak kell átadni. Ezen kívül még jár 6 arany építőelem a bónusz pályák teljesítéséért (az iOS verzióban 10 van), és még 14-et lehet vásárolni a kantinában (az iOS verzióban csak 8-at).
Összességében, 36 sztori pálya van, 20 fejvadász küldetés és 6 bónusz pálya (2 Lego City pálya, 2 sztori pálya (Anakin repülése és Egy új remény, utóbbi a Lego Star Wars: The Video Game speciális feloldható pályája volt), illetve az eredeti Mos Espa podverseny és Harci helikopter felderítés).
A sztori pályák legtöbbje ugyanaz, mint az eredeti játékokban. Ez a játék magában foglal kettő korábban eldobott pályát: "Anakin repülése" és "Fejvadász üldözés", melyek eredetileg a Lego Star Wars: The Video Game-ben megjelentek volna, de fejlesztés közben kivették a játékból. "Anakin repülése" a Naboo-i űrcsatáról szól, mely a droid irányító hajó ellen történt a Baljós árnyakban. Eredetileg olyan lett volna, mint az eredeti Harci helikopter felderítés pálya, melyben a pálya mozgása közben kellett előre haladni, és ellenségeket és akadályokat kellett szétlőni; de megváltoztatták szabad repüléses stílusúra, mint a játékban található jármű pályák nagyrésze. A "Fejvadász üldözés" pálya Obi-Wan Kenobira és Anakin Skywalkerre fókuszál, miközben egy fejvadászt, Zam Wesellt üldözik Coruscant-on át (A klónok támadása). Ez szintén egy szabad repüléses pálya lett, de Anakin repülésével ellentétben ezt a II. epizódba illesztették be, ugyanis a Lego Star Wars: The Video Game-ben csak öt sztori pálya volt A klónok háborújából, a szokásos hat helyett.
A "Mos Espa podverseny" és a a "Harci helikopter felderítés" sztori pályákat újracsinálták, habár ezeknek a pályáknak az eredeti játékban található verziójuk megtalálhatók bónusz pályákként. A "Coruscant feletti csata" nevű pálya azonban az eredeti maradt, annyi változtatással, hogy szabad játék módban a játékosok válthatnak járművet. A The Complete Saga újdonságai közé tartozik a 2 játékos Arénacsata mód, melyet "Árkád mód"-nak hívnak, az új Minikit jármű bónusz pályák, a Lego Star Wars II: The Original Trilogy piros építőelemeinek az előzménytrilógia pályáiba történő elhelyezése, és 10 hozzáadott fejvadász küldetés, melyek új kihívásokat adnka a játék előzménytrilógia részéhez.
Az I., II. és III. epizód pályáit frissítették, tehát a karakterek tudnak már járműveket építeni és vezetni, illetve tudnak még sisakokat viselni, hogy hozzáférjenek fejvadász és rohamosztagos területekhez. Az előzménytrilógia karakterei már képesek kiekrülni fegyverlöveteket, illetve nekik is van speciális közelharci támadásuk (például Csubakka kitépi az ellenfelei karjait). Új Erő mozdulatokat is hozzáadtak a játékhoz, az Erő Villámot és az Erő Fojtást. Ezek mellett még új karaktereket is hozzáadtak a játékhoz, így már 128 karakter van a játékban. Indiana Jones egy játszható karakter, akit azért tettek bele a játékba, hogy népszerűsítsék a Lego Indiana Jones: The Original Adventures-t.

## Fejlesztés
A Traveller’s Tales az első kettő játék sikerére készítette a The Complete Saga-t, melyet a LucasArts adott ki. Kombinálták a kettő játékot, és emellett frissítették a grafikát is, illetve hozzáadtak új pályákat, karaktereket, és új minifigura darabokat a saját karakter készítőhöz.
Míg a The Complete Saga a legfőbb hetedik generációs videójáték-konzolokat célozta meg, a Traveller’s Tales nem készített PlayStation Portable verziót, azzal az indokkal, hogy a fejlesztőknek nem volt elég erőforrásuk az elkészítéséhez.

## Fogadtatás
| Összegzőoldal | Értékelés | Értékelés | Értékelés | Értékelés | Értékelés | Értékelés |
| Összegzőoldal | DS        | iOS       | Macintosh | PS3       | Wii       | Xbox 360  |
| ------------- | --------- | --------- | --------- | --------- | --------- | --------- |
| Metacritic    | 80/100    | 78/100    | N/A       | 80/100    | 80/100    | 80/100    |

| Szerző        | Értékelés | Értékelés | Értékelés | Értékelés | Értékelés | Értékelés |
| Szerző        | DS        | iOS       | Macintosh | PS3       | Wii       | Xbox 360  |
| ------------- | --------- | --------- | --------- | --------- | --------- | --------- |
| Eurogamer     | 7/10      | N/A       | N/A       | N/A       | 8/10      | N/A       |
| Famicú        | N/A       | N/A       | N/A       | 31/40     | 31/40     | N/A       |
| Game Informer | N/A       | N/A       | N/A       | 7.5/10    | 7.5/10    | 7.5/10    |
| GamePro       | N/A       | N/A       | N/A       | N/A       | 3.75/5    | N/A       |
| GameSpot      | N/A       | N/A       | N/A       | 7.5/10    | 7/10      | 7.5/10    |
| GameSpy       | N/A       | N/A       | N/A       | 4.5/5     | 4.5/5     | 4.5/5     |
| GameTrailers  | N/A       | N/A       | N/A       | 8.3/10    | N/A       | 8.3/10    |
| IGN           | 8/10      | N/A       | N/A       | 8/10      | 8/10      | 8/10      |
| Macworld      | N/A       | N/A       | 3.5/5     | N/A       | N/A       | N/A       |
| ONM           | N/A       | N/A       | N/A       | N/A       | 82%       | N/A       |
| OXM (US)      | N/A       | N/A       | N/A       | N/A       | N/A       | 8.5/10    |
| Pocket Gamer  | 4.5/5     | 4/5       | N/A       | N/A       | N/A       | N/A       |
| PSM           | N/A       | N/A       | N/A       | 4/5       | N/A       | N/A       |
| TouchArcade   | N/A       | 4.5/5     | N/A       | N/A       | N/A       | N/A       |
| Digital Spy   | N/A       | N/A       | N/A       | N/A       | 4/5       | N/A       |

A játék "kedvező" értékeléseket kapott minden platformon a Metacritic szerint. Japánban, ahol a PlayStation 3 és Wii verziókat az Activision portolta és adta ki 2008. március 27-én, a Famicú három nyolcast és egy hetest adott mindkettő verziónak, így az összesített értékelés 31 lett a 40-ből.
2009 áprilisában a játék a 4. legtöbbet eladott volt a Wii-n és a 9. a DS-en. 2009. május 2-áig a játék világszerte eladott összes példányszáma meghaladta a 3,4 milliót. 2010 júniusában a játék megszerezte az ELSPA Gold sales díját, mely azt jelzi, hogy 200 000 példányt eladtak belőle az Egyesült Királyságban. A 2017. februári állapot szerint a játék minden idők legkelendőbb Star Wars videójátéka, 15,29 millió eladással. Emellett minden idők legkelendőbb Lego-videójátéka is volt, mielőtt megelőzte a Lego Marvel Super Heroes 2017-ben.
A Guinness Világrekordok Gamer Kiadása 2009-ben minden idők 23. legjobb játékává rangsorolta a The Complete Saga-t. A játékot emellett még nevezték a 2012-es Nickelodeon Kids’ Choice Awards-on is a Kedvenc videójáték kategóriában, de veszített a Just Dance 3 ellen. A Nintendo DS verzió, amelyből 4,7 millió példányt adtak el, minden idők legkelendőbb harmadik féltől származó játéka a platformon.

## Folytatások
A klónok háborújáról szóló Lego Star Wars III: The Clone Wars 2011-ben, míg Az ébredő Erőről szóló Lego Star Wars: The Force Awakens 2016-ban jelent meg. A mind a kilenc fő filmet magában foglaló Lego Star Wars: The Skywalker Saga 2022-ben fog megjelenni.

## Fordítás
- Ez a szócikk részben vagy egészben  a   Lego Star Wars: The Complete Saga című angol Wikipédia-szócikk ezen változatának fordításán alapul.  Az eredeti cikk szerkesztőit annak laptörténete sorolja fel. Ez a jelzés csupán a megfogalmazás eredetét és a szerzői jogokat jelzi, nem szolgál a cikkben szereplő információk forrásmegjelöléseként.

## Külső hivatkozások
- Moby Games
- Moby Games (Nintendo DS)